# Instituto de investigación científica y diseño de instrumentos Tijomírov
Instituto de investigación científica y diseño de instrumentos V.V. Tijomírov o NIIP (en ruso: Научно-исследовательский институт приборостроения имени В. В. Тихомирова, o НИИП) es una empresa de investigación de Rusia (anteriormente la Unión Soviética) dedicada a desarrollar aviónica de aviones de combate para suprimir los sistemas de defensa aérea del enemigo y sistemas móviles de misiles antiaéreos para la defensa contra ataques aéreos, además de automatización industrial.
En 2019, los accionistas principales son las sociedades Almaz-Antey (propietario del 57% de las acciones) y Tecnologías Radioeléctronicas (43%), que forma parte de la corporación estatal Rostec.
Desde 1998, la compañía ha sido dirigida por el Doctor en ingeniería Yuri Ivánovich Bely. Los productos de NIIP se distribuyen en cuarenta países.

## Historia
El gobierno de la Unión Soviética publicó una resolución número 2436-1005, el 18 de septiembre de 1954 para la creación de un nuevo centro de investigación. El instituto de investigación se forma oficialmente el 1 de marzo de 1955 como parte del NII-17 (Нии-17, Научно-исследовательский институт 17, lit. instituto de investigación número 17) de Moscú, perteneciente al Ministerio de Industria de Aviación.
En 1956, la sucursal NII-17 se transformó en una oficina independiente con el nombre de OKB-15 (Опытное Конструкторское Бюро 15, lit. oficina de diseños especiales 15) del Ministerio de Industria de Radio.
El primer director científico desde 1956, fue el diseñador general Victor V. Tijomírov, un destacado científico en el campo del radar y la automatización. Doctor, miembro de la Academia de Ciencias de la URSS y creador de la primera estación radar de la aviación soviética, tres veces ganador del premio Stalin. 
En 1962, la compañía cambió su nombre a KBR (Кбр, Конструкторское бюро радиостроения, , lit. oficina de diseño de ingeniería de radio), y en 1970 a KBP (Кбп, Конструкторское бюро приборостроения, lit. oficina de diseño de ingeniería de instrumentos). 
En 1977, por orden del Ministerio de Radio Tecnología, y sobre la base de la KBP, se creó un instituto de investigación: el instituto de investigación científica y diseño de instrumentos (NIIP). 
Desde 1994, el instituto lleva el nombre de su fundador, el científico soviético Victor Tijomírov. 
Mediante el decreto del Presidente de la Federación de Rusia número 412 del 23 de abril de 2002, NIIP se transformó en una sociedad anónima.

## Productos y desarrollos
Los sistemas más importantes de NIIP para suprimir las defensas aéreas de los aviones de combate, denominados SUV (СУВ, систем управления вооружением, lit. sistema de control de armas ) se han instalado en los aviones MiG-31, Su-27, Su-33, Su-30MKK, Su-30MK2, Su-30MKI, Su-27SM, Su-30SM, Su-35S, Su-57. Así como los sistemas de defensa aérea Kub (Куб, lit. cubo) y los misiles Buk (Бук, lit. haya) (Buk-M1, Buk-M1-2, Buk-M2, Buk-M3).

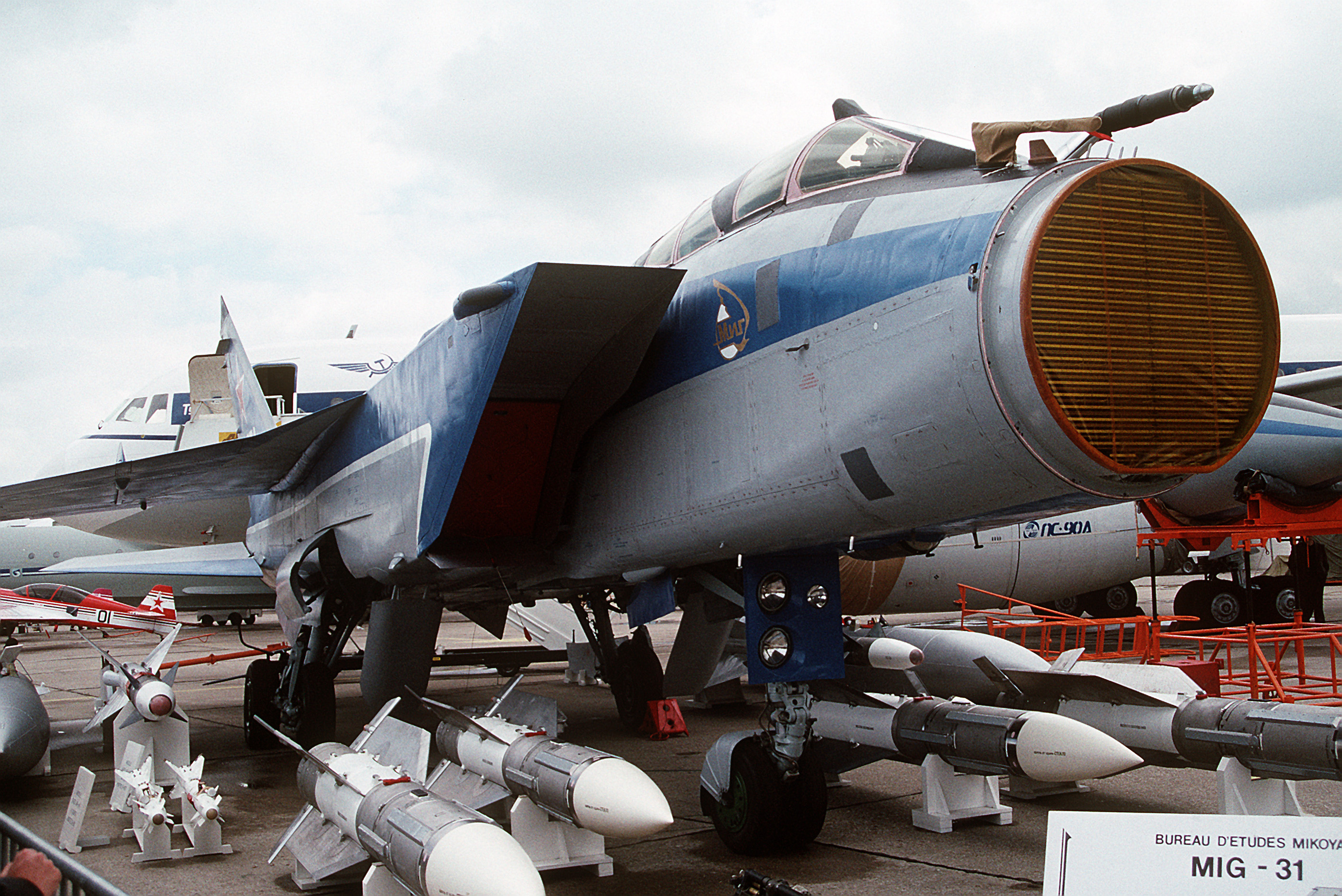
Un MiG-31 con el radomo abierto mostrando el radar Zaslon en el Salón Internacional de la Aeronáutica y el Espacio de París-Le Bourget de 1991.

### Sistemas de control radar
- El sistema Zaslon para el MiG-31.

### Sistemas de misiles de defensa aérea de medio rango
- 2K12 Kub con misil 3M9, entre 1958 y 1967.
- Kub-M1 hasta la versión Kub-M4
- 9К37 Buk con misil 9M38.
- 9К37М1 Buk-M1 con misil 9M38M1.
- Ural (sin finalizar, solo prototipos experimentales).
- 9К317 Buk-M2 con misil 9M317.
- 9К37M1-2 Buk-M1-2 (Buk-M1 actualizado para el uso de misiles Buk-M2)
- 9К317E Buk-M2E, versión de exportación del Buk-M2 ADM mostrado en la feria aeronáutica MAKS del 2007.
- 9К317M Buk-M3, versión actual del Buk-M3 ADM mostrado en el MAKS del 2013.

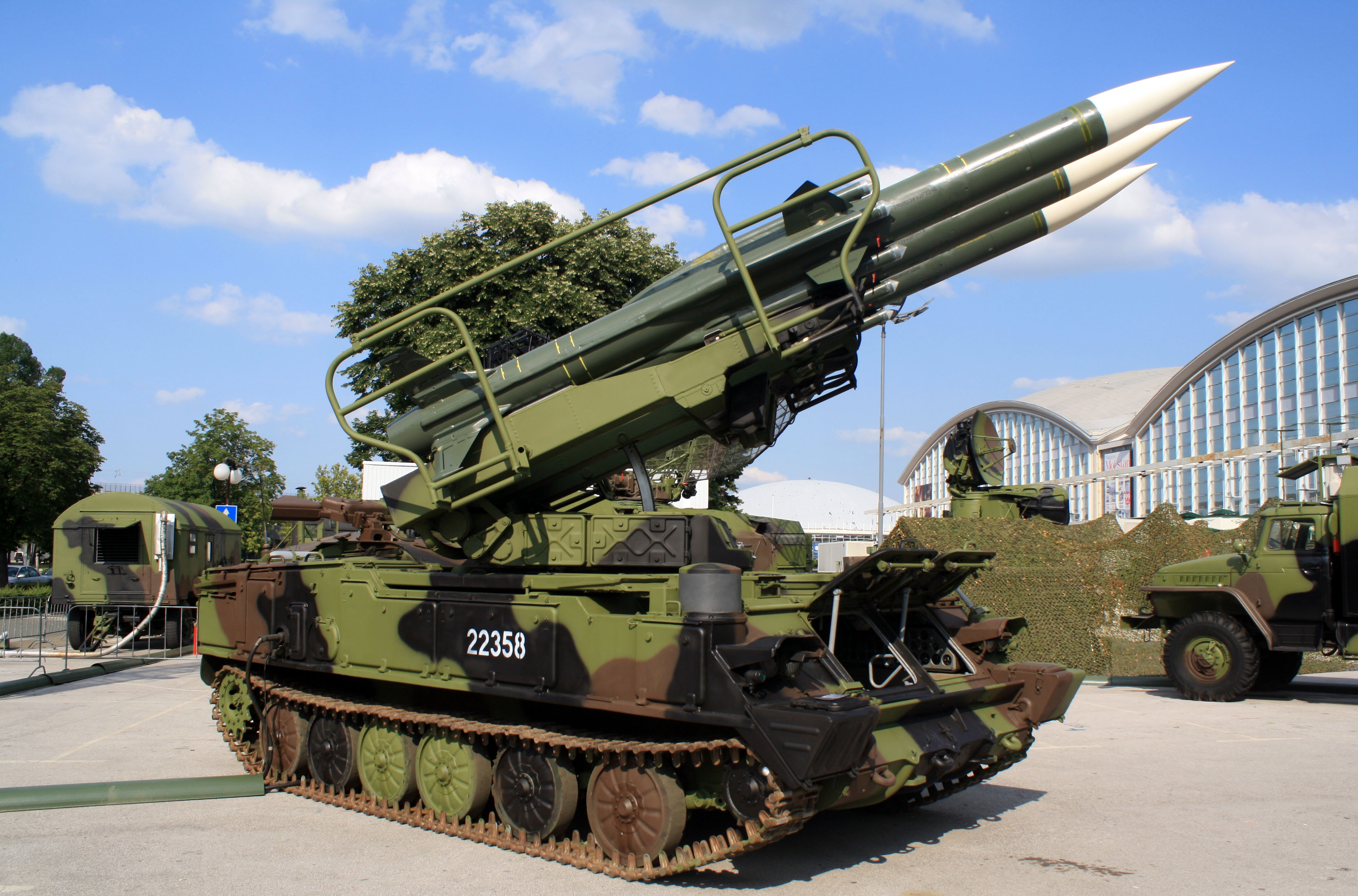
Un sistema móvil de defensa antiaérea 2K12 Kub de Serbia en el 2013.

- ABM-1 Galosh

### Sistemas de control de armas de avión
- El radar para el MiG-31 fue el primer avión soviético que llevaba un radar electrónico de antena en fase.
- El sistema SUV-27 (СУВ-27) para los aviones Su-27 y MiG-29, Su-30, Su-33, Su-35 y sus diferentes modificaciones, desarrollado desde 1978.
- El sistema RLSU-27 (РЛСУ-27) para el Su-27M es un radiolocalizador multirol basado en una antena de superficie, desde 1982.
- El complejo de radiolocalizador de objetivos Osa (Оса), un sistema de control para los aviones de combate ligeros como el MiG-21, MiG-29 o el MiG-AT.

### Antenas en fase
- Pero, antena pasiva en fase con escáner por ondas electrónicas
- Bars, Irbis, Byelka una nueva generación de antenas pasivas en fase pasivas.
- Epolet-A, una antena activa en fase para la franja de frecuencias de banda X (prototipo).

### Buscadores radar

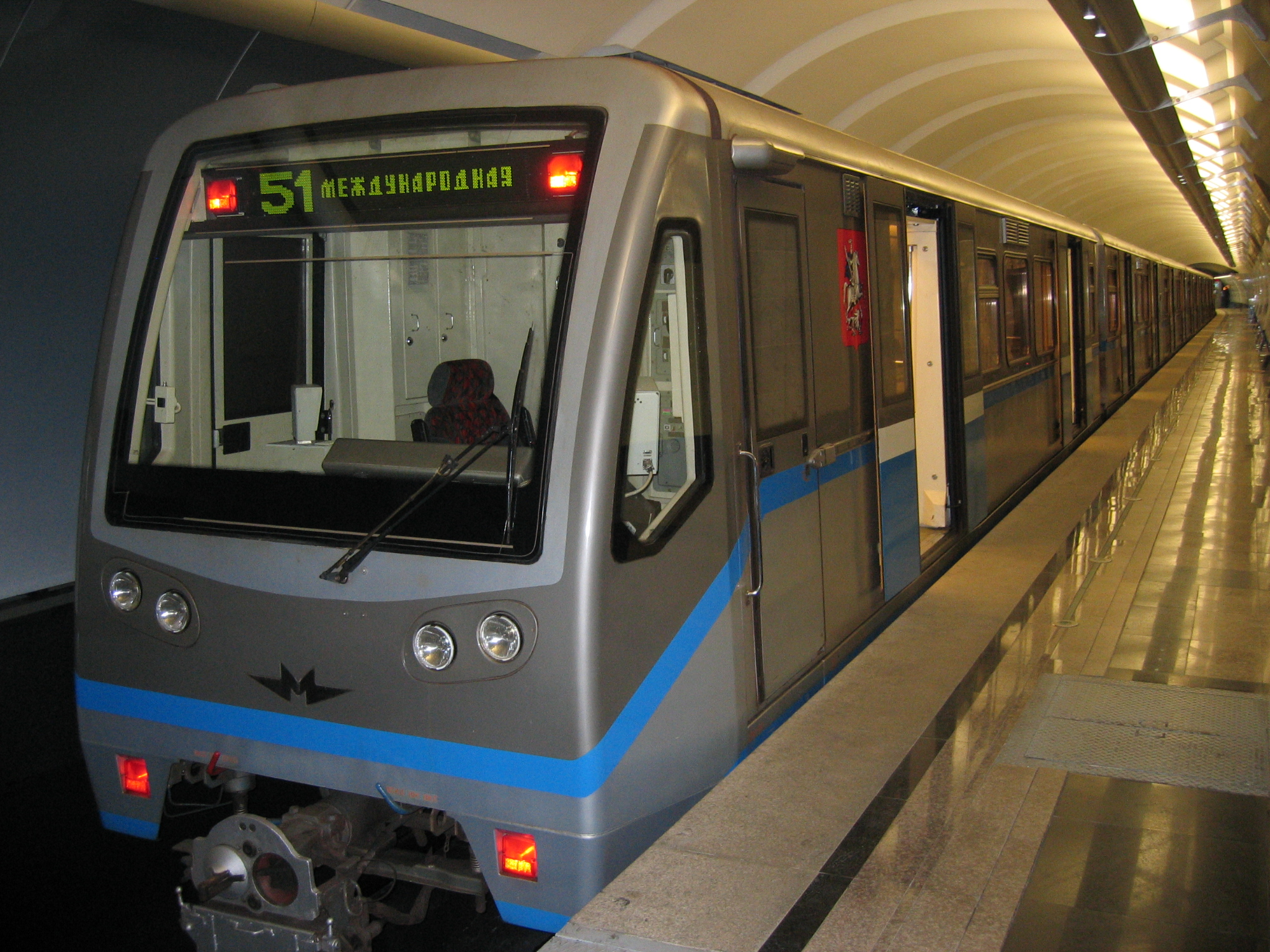
Vagón 81-740/741 (Rusich) utiliza un panel de control de NIIP.

- Radar Mech

### Productos civiles
- Un sistema para el tráfico ferroviario automatizado de control, diagnóstico y seguridad y panel de control universal para trenes subterráneos Yauza y Rusich y trenes de pasajeros convencionales.
- Delta-Geon, un grabador de señales sísmicas.
- varios dispositivos geológicos OKO
- un detector de explosivos
- HYDRA, una sonda interferométrica de exploración lateral